# Blåkronad trogon
Blåkronad trogon (Trogon curucui) är en fågel i familjen trogoner inom ordningen trogonfåglar.

## Utbredning och systematik
Blåkronad trogon delas in i tre underarter:
- Trogon curucui peruvianus – förekommer i södra och centrala Colombia till Ecuador, Peru och östra Brasilien
- Trogon curucui curucui – förekommer i fuktiga områden i östra Brasilien, Paraguay och Bolivia
- Trogon curucui behni – förekommer i östra Bolivia till södra Brasilien, Paraguay och norra Argentina

## Status och hot
Arten har ett stort utbredningsområde, men tros minska i antal, dock inte tillräckligt kraftigt för att den ska betraktas som hotad. Internationella naturvårdsunionen IUCN listar arten som livskraftig (LC).

## Bilder

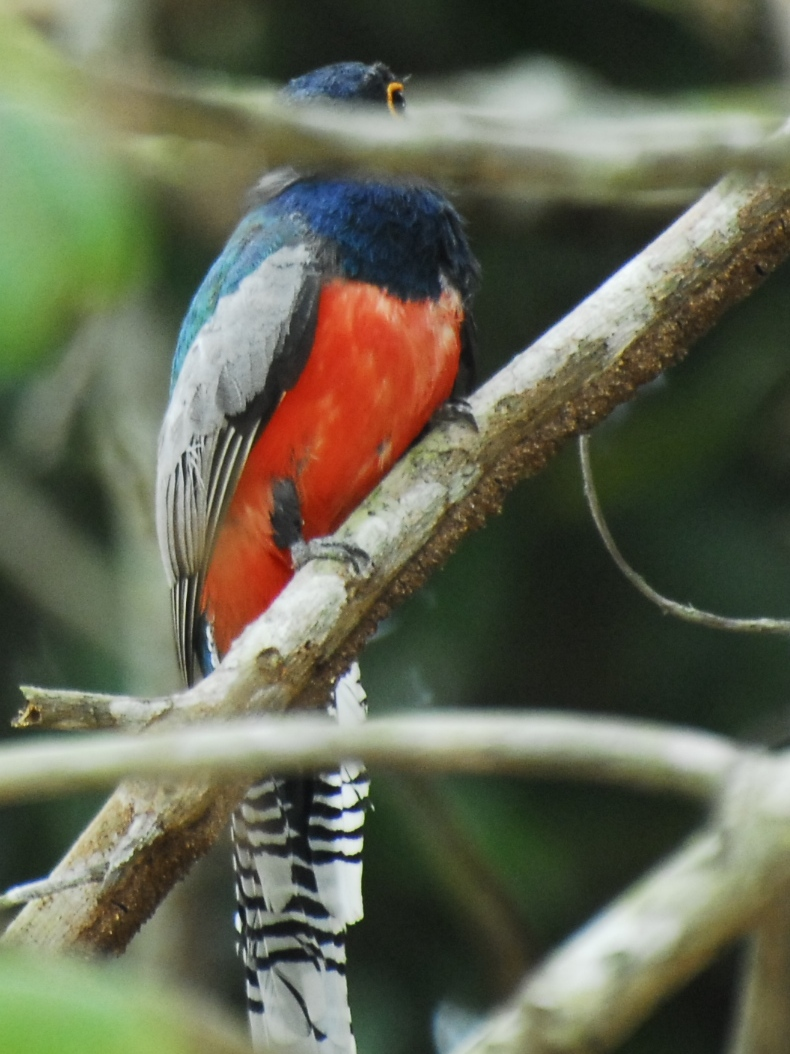
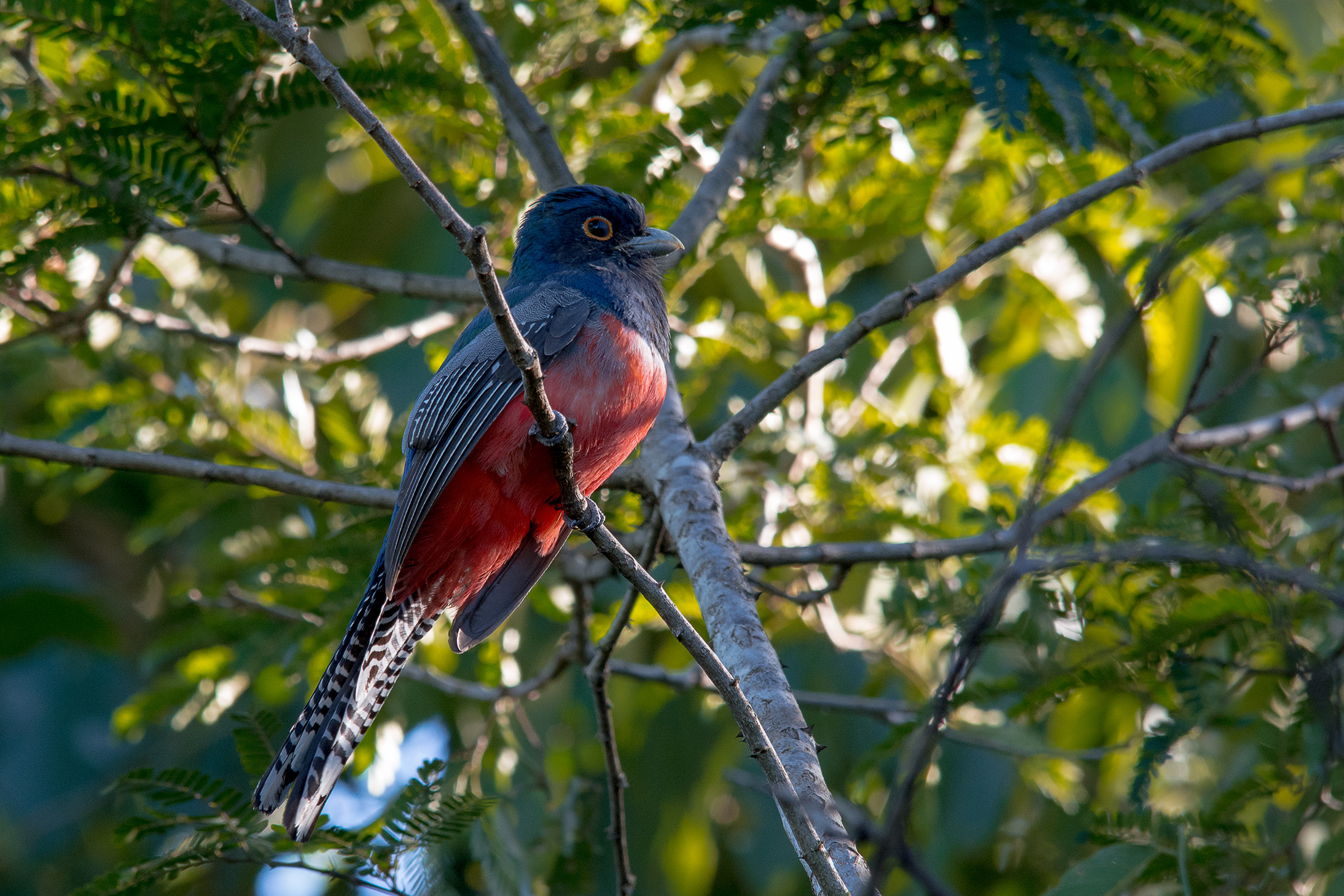
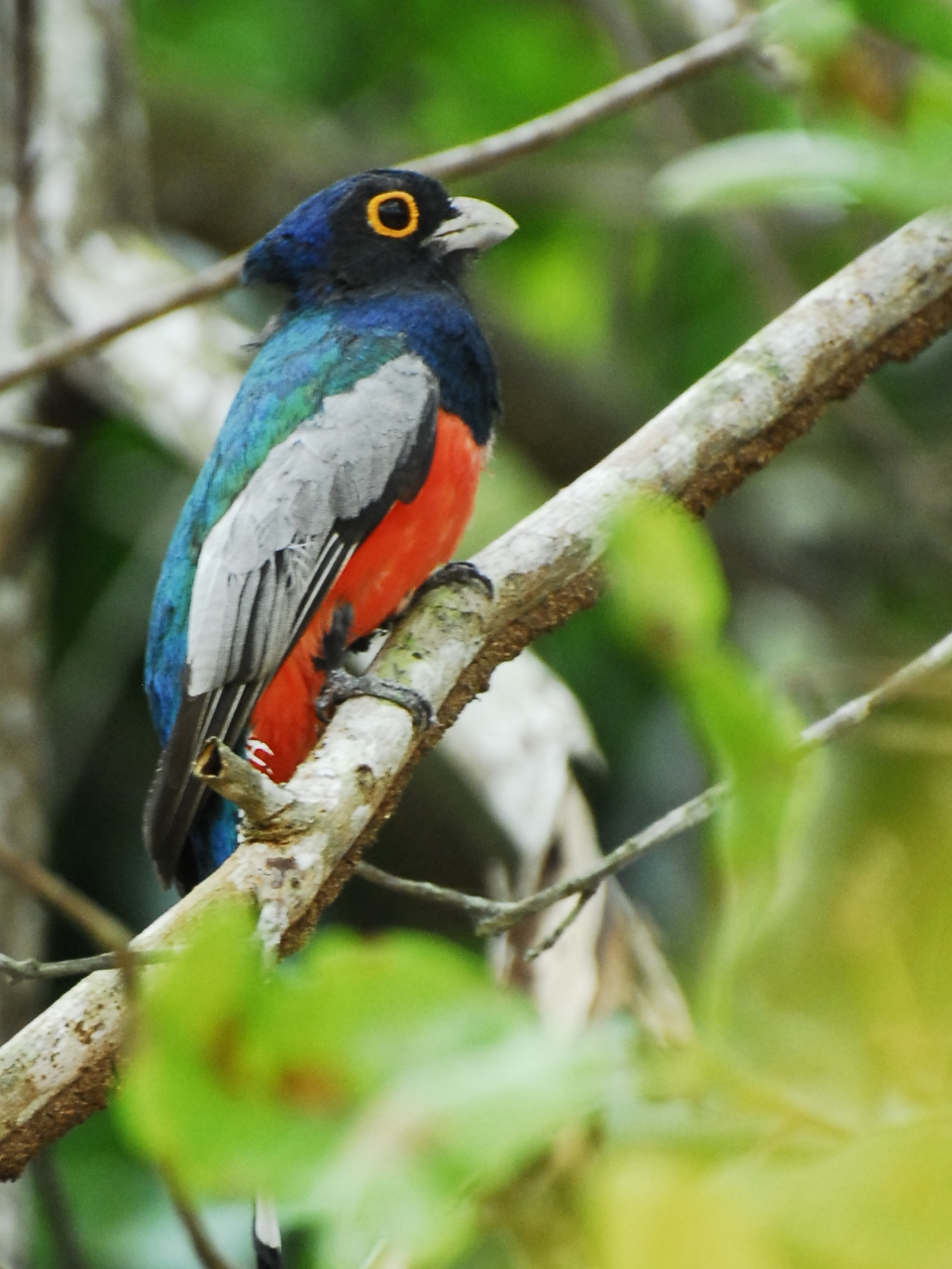